# Кюнде (село)
Кюнде (рос. Кюнде) — село у Вілюйському улусі Республіки Сахи Російської Федерації.
Населення становить 196 осіб. Належить до муніципального утворення Чочунський наслег.

## Географія
Село розташоване на заході регіону, у східній частині Центрально-Якутській рівнини, на березі однойменного озера.

### Клімат
У населеному пункті, як і в усьому районі, клімат різко континентальний, з тривалим зимовим і коротким літнім періодами. Взимку погода ясна, з низькими температурами. Стійкі холоди взимку формуються під дією великого антициклону, що охоплює північно-східні і центральні улуси. Середня місячна температура повітря в січні знаходиться в межах від -28˚С до -40˚С.

## Історія
Згідно із законом від 30 листопада 2004 року органом місцевого самоврядування є Чочунський наслег.

## Населення
| 2002 | 2010 |
| ---- | ---- |
| 229  | ↘196 |

## Економіка
У селі розвинене тваринництво (м'ясо-молочне скотарство, м'ясне табунне конярство).

## Освіта
МБОУ «Кедандинська ЗОШ з дошкільною групою імені К. С. Чіряєва».
Кедандинська модельна бібліотека філія № 21 (адреса: вул. Ювілейна, 11/1) відкрита в 1981 році. На 1 січня 2019 всього користувачів - 106 з майже 500 жителів села.

## Культура
У селі є МБУ «Музей Г. І. Чиряєва».

## Галерея

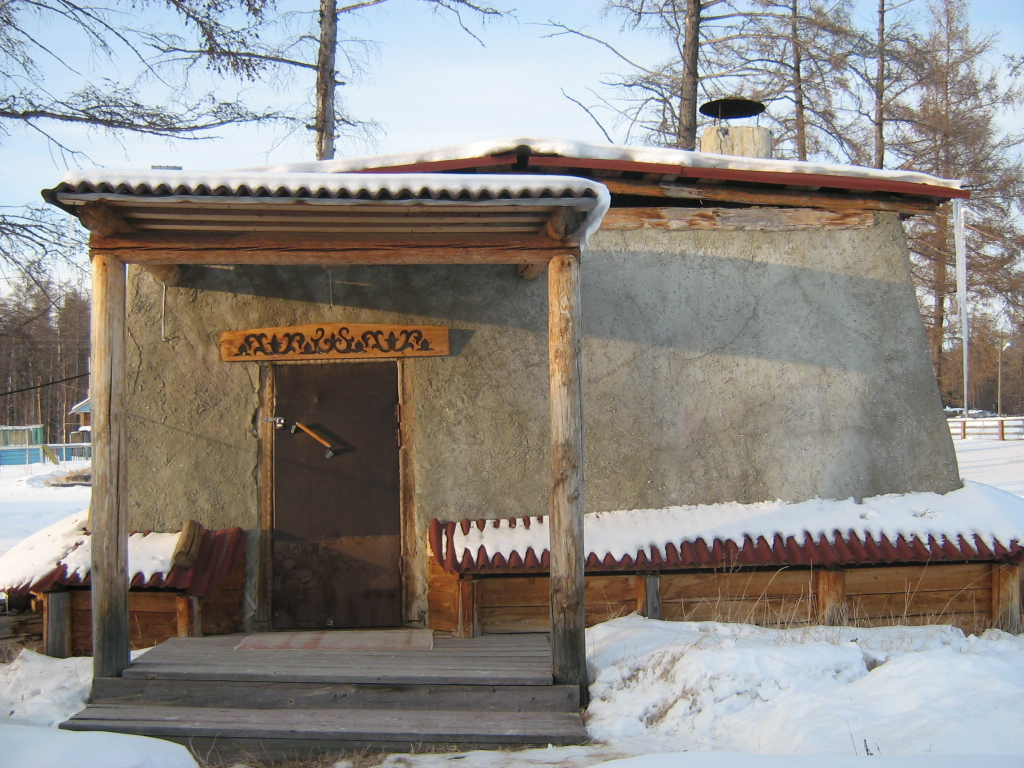
Музей Чиряєва
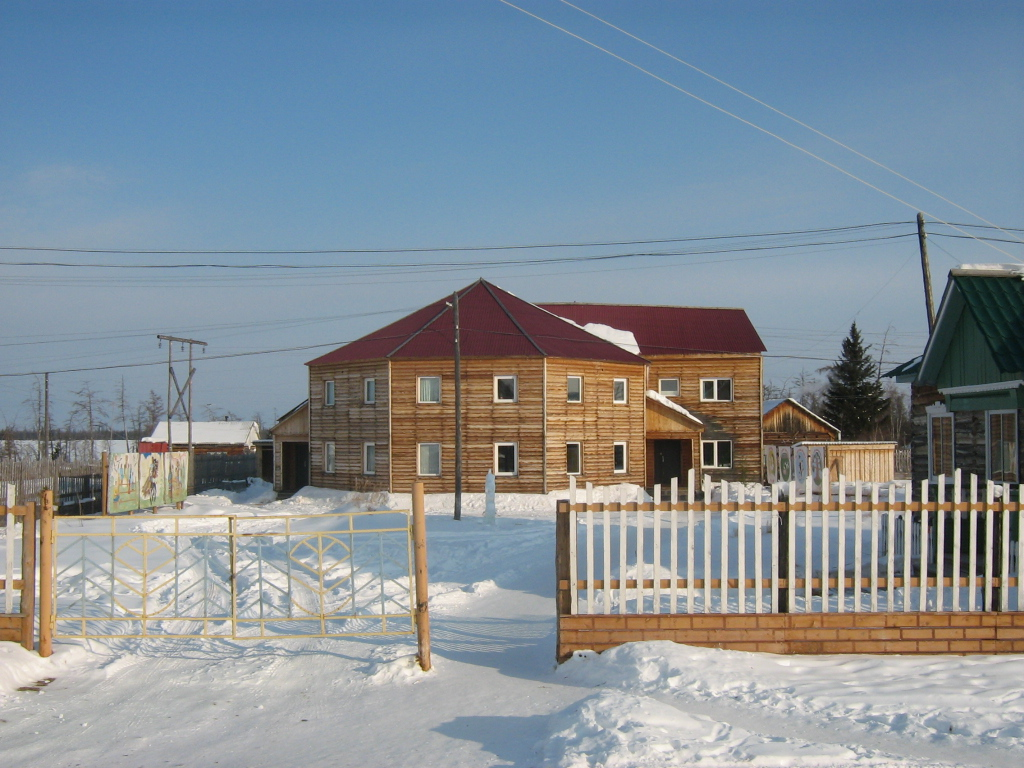
Сільський клуб
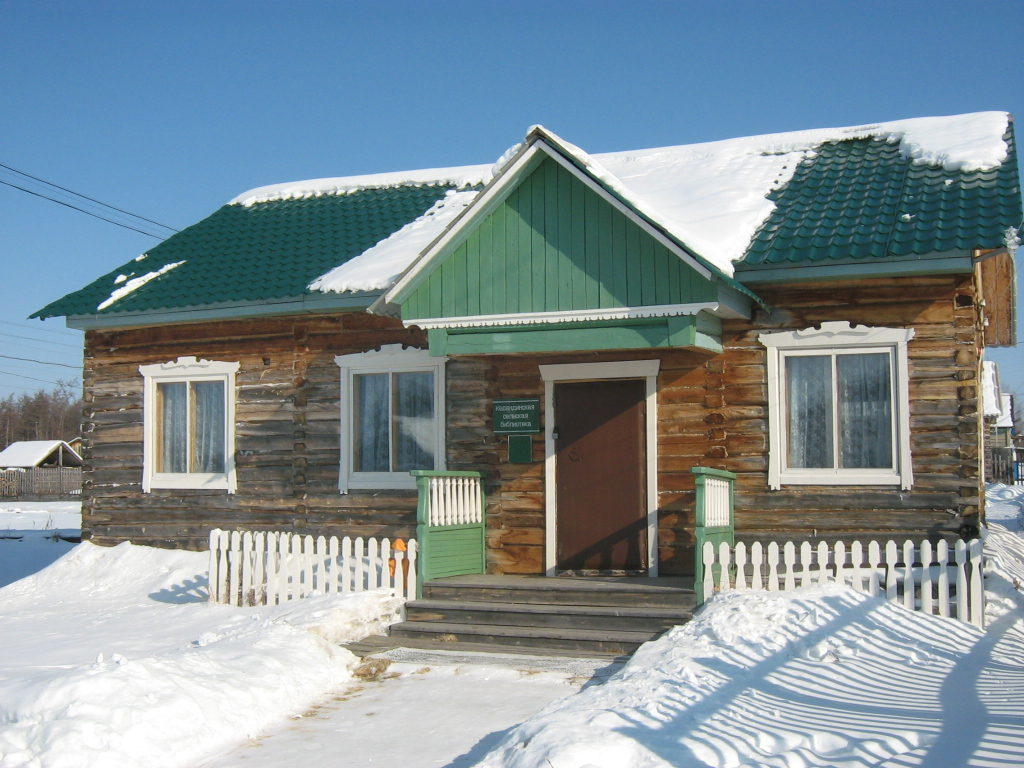
Кедандинська бібліотека
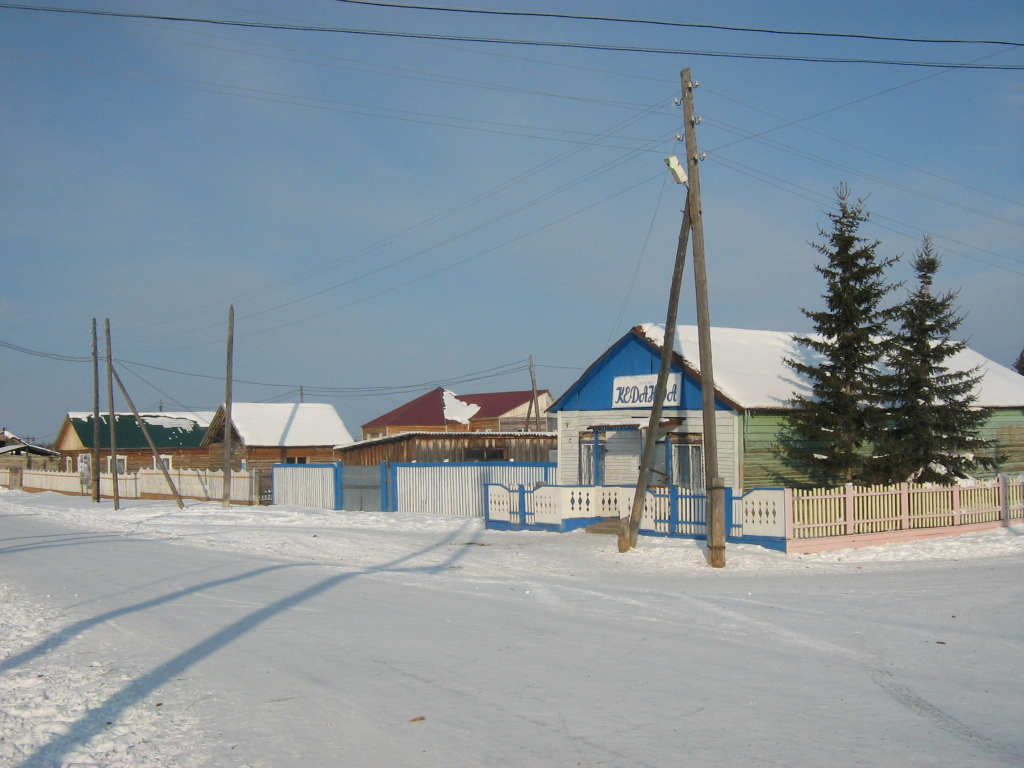
Місцевий клуб
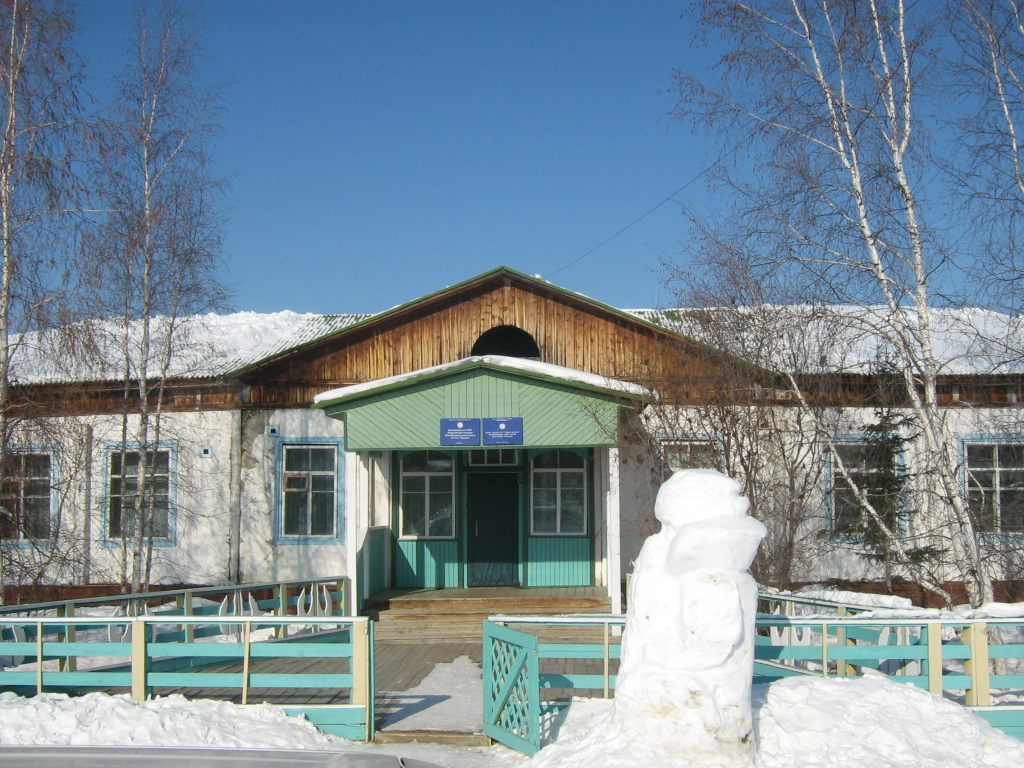
Сільська школа